# Jean Van Leeuwen
Jean Van Leeuwen (* 26. Dezember 1937 in Glen Ridge, New Jersey; † 3. März 2025 in Chappaqua, New York) war eine US-amerikanische Kinderbuchautorin.

## Leben
Jean Van Leeuwen wuchs in Rutherford, New Jersey auf. Sie studierte an der Syracuse University im US-Bundesstaat New York Journalismus. Später zog sie nach New York City, wo sie in der Kinderbuchabteilung eines Verlages arbeitete. 1967 erschien ihre erste eigene Veröffentlichung, Timothy’s Flower.
Aus Jean Van Leeuwens Feder stammen über fünfzig Kinderbücher, darunter die Geschichten von Oliver Grunz, aus denen sich – inspiriert durch ihre beiden (damals) kleinen Kinder – unter dem Titel Oliver and Amanda… eine Buchreihe für Leseanfänger entwickelte. Bekannt geworden ist die Autorin vor allem für ihre Reihe (The Great…) mit Geschichten eines Mäuse-Trios und deren Abenteuer in Manhattan, von denen mit Die große Käseverschwörung, Wer hat den Weihnachtsmann gemaust? und Die große Rettungsaktion auch drei Titel auf Deutsch erschienen sind.
Jean Van Leeuwen lebte in Chappaqua, New York.

## Werke in deutscher Übersetzung
- Wer hat den Weihnachtsmann gemaust? (The Great Christmas Kidnaping Caper, 1975) Sauerländer, Aarau/Frankfurt am Main 1977
- Geschichten von Oliver Grunz. (Tales of Oliver Pig, 1979) Maier, Ravensburg 1984
- Die große Käseverschwörung. (The Great Cheese Conspiracy, 1969) Bertelsmann, München 1985
- Die große Rettungsaktion. (The Great Rescue Operation, 1981) Bertelsmann, München 1989
- Oliver und Amanda bekommen Besuch. Carlsen, Hamburg 1990
- Oliver und Amanda warten auf den Sommer. Carlsen, Hamburg 1990
- Oliver und Amanda fliegen zur Großmutter. Carlsen, Hamburg 1991
- Oliver und Amanda spielen Super-Schwein. Carlsen, Hamburg 1991
- Oliver und Amanda suchen Omas Brille. Carlsen, Hamburg 1992
- Oliver und Amanda finden ein Geschenk. Carlsen, Hamburg 1992